# القط (فلم 2011)
القط أو القطة (بالإنجليزية: The Cat) هو فيلم رعب كوري جنوبي أصدر في عام 7 يوليو 2011 من إخراج بيون سيونغ ووك وبطولة باك من يونغ، كيم يي رون، كيم دونغ ووك، شين دا يون ولي سانغ هي. حقق الفيلم 2,048,882 دولار أمريكي في الأسبوع الافتتاحي له في كوريا الجنوبية، وأصبح مجموع أرباح الفيلم 4,514,589 دولار أمريكي في كوريا الجنوبية و 4,461,042 دولار أمريكي في الأسواق الخارجية.

## القصة
سو يون تعاني من الخوف من الأماكن المغلقة بسبب حادث مؤلم حصل لها عندما كانت صغيرة،
و هي تعمل في محل لبيع الحيوانات الأليفة، في يوم ما ظهر في المحل قط يدعى "بيداني"، وفي اليوم التالي عُثر على مالكة هذا القطة مقتولة في مصعد، طلب الشرطة من سو يون أن تعتني بالقط وتأخذه إلى منزلها، بعدها تبدأ سو يون برؤية شبح فتاة صغيرة، وتبدأ الأحداث تصبح رُعباً شيئاً فشيئاً.

## طاقم التمثيل
- باك من يونغ كـسويون[4]
- كيم يي-رون كـهي جين
- كيم دونغ ووك كـجون سيوك
- شين دا-يون كـبو هي
- لي سانغ-هي كطبيب الحيوانات
- جو سيوك-هيون كـ بارك جو إم
- بارك هيون-يونغ كـكيم سون كيونغ
- بايك سو-ريون كجدة مصابة بمرض عقلي(زهايمر)
- لي هان-وي كصاحب متجر الحيوانات الأليفة
- لي جونغ-أوك كرئيس الشرطة
- سيو يي-سيوك كطبيبة النفسية
- لي جي-هيون كـطبيب بيطري
- كيم مين-جاي كموظف في جمعية إنقاذ الحيوانات
- جو هان-هي كرئيسة الجمعية نسائية
- سونغ مون-سو كمدير أعمال
- لي جونغ-غو كطبيب مركز شرطة
- كيم غي-سيون كموظف الاستقبال في مركز الشرطة
- كيم إك-تاي كـوالد سويون
- لي تشول-مين كأبن الجدة المصابة بالزهايمر
- لي سونغ مين كـوالد بيدان
- يون غا-هيون كـوالدة بيدان

## وصلات خارجية
- مقالات تستعمل روابط فنية بلا صلة مع ويكي بيانات
- القط على ماي دراما ليست